# Тарзан. Приёмыш обезьяны
«Тарза́н. Приёмыш обезьяны» (англ. Tarzan of the Apes, другие варианты локализации названия: «Тарзан»; «Приёмыш обезьяны»; «Тарзан, приёмыш обезьян»; «Тарзан из племени обезьян»; «Тарзан из племени Больших обезьян») — роман американского писателя Эдгара Берроуза о человеке, воспитанном обезьянами в джунглях Африки. На «обезьяньем языке» имя Тарзан означает «белая кожа». Это первая часть цикла, которую продолжили ещё около трёх десятков произведений. Впервые роман был опубликован pulp-журналом All-Story в 1912 году.

## Сюжет
Британский лорд Джон Клейтон послан в Африку, чтобы расследовать случаи жестокого обращения английских офицеров с чернокожими британскими подданными. Лорд и его беременная жена Элис Рутерфорд отправляются в путь на судне «Фувальда». Неудачное стечение обстоятельств оставляет их вдали от цивилизации на пустынном берегу Африки, где им предстоит обжиться и родить ребёнка. Вскоре после родов леди умирает, а лорда убивают обезьяны. Самка по имени Кала забирает младенца себе взамен недавно погибшего собственного детёныша. Тарзан вырастает в обезьяньем обществе и становится вожаком стаи.
Юношей Тарзан находит хижину своих родителей, по книгам изучает английский язык, а впоследствии знакомится с прибывшими европейцами и успешно интегрируется в цивилизованное общество, сохраняя, однако, тесную связь с джунглями и периодически туда возвращаясь.

## Персонажи

### Люди
- Тарзан — приёмыш обезьяны.
- Джэн Портер — возлюбленная Тарзана.
- Уильям Сесиль Клейтон — двоюродный брат Тарзана, влюблен в Джэн Портер.
- Профессор Архимед Портер — отец Джэн Портер.
- Самюэль Т. Филандер — секретарь и ассистент профессора Портера.
- Эсмеральда — служанка Джэн Портер.
- Капитан Дюфрен — капитан французского крейсера.
- Лейтенанты д'Арно и Шарпантье — офицеры крейсера капитана Дюфрена.
- Роберт Канлер — жених Джэн Портер.
- Джон Клейтон — отец Тарзана.
- Элис Рутерфорд — мать Тарзана.
- Чёрный Майкэл — матрос с «Фувальда».
- Снайпс — матрос с «Арроу».

### Обезьяны
- Кала — приёмная мать Тарзана.
- Керчак — вожак племени обезьян.
- Тублат — муж Калы.
- Теркоз — сын Тублата, временный вожак обезьян.

## Оглавление
- Глава 1. В море
- Глава 2. Дикое убежище
- Глава 3. Жизнь и смерть
- Глава 4. Обезьяны
- Глава 5. Белая обезьяна
- Глава 6. Бой в джунглях
- Глава 7. Свет познания

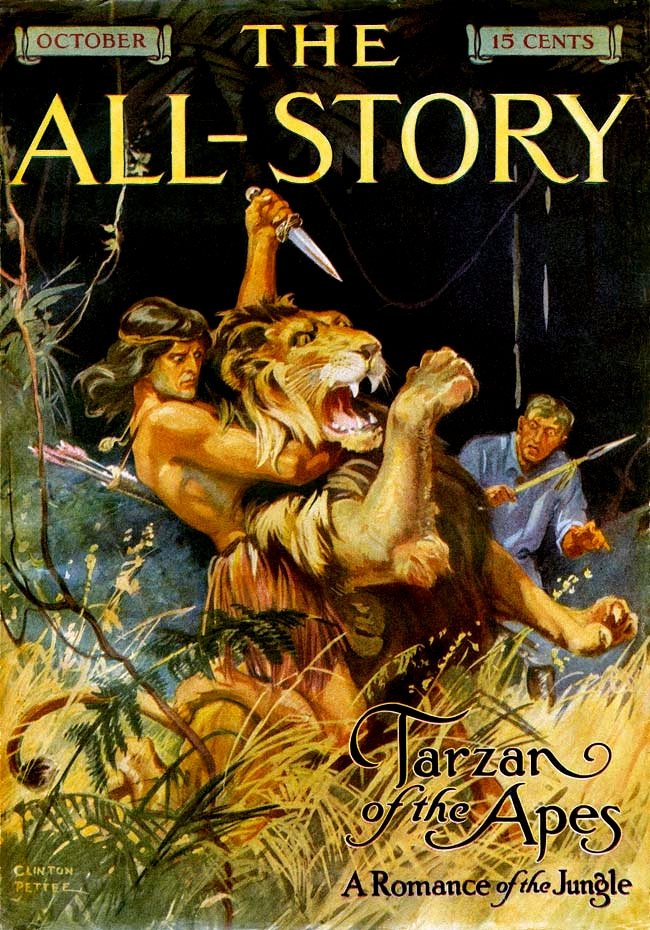
Обложка номера за октябрь 1912 года, в котором впервые появился персонаж Тарзан.

- Глава 8. Охота на вершинах деревьев
- Глава 9. Человек и человек
- Глава 10. Тени страха
- Глава 11. Обезьяний царь
- Глава 12. Ум человека
- Глава 13. Его собственный род
- Глава 14. Во власти джунглей
- Глава 15. Лесной бог
- Глава 16. В высшей степени замечательно
- Глава 17. Похороны
- Глава 18. Жертва джунглей
- Глава 19. Зов первобытности
- Глава 20. Наследственность
- Глава 21. Деревня пыток
- Глава 22. Разведчики
- Глава 23. Братство
- Глава 24. Пропавшее сокровище
- Глава 25. На краю света
- Глава 26. На высоте цивилизации
- Глава 27. Опять великан
- Глава 28. Заключение

## Экранизации
Первая экранизация романа Берроуза появилась ещё в 1918 году с одноимённым названием «Тарзан. Приёмыш обезьяны», где главную роль исполнил американский актёр Элмо Линкольн.
Более известная адаптация романа вышла в свет в 1932 году под названием «Тарзан: Человек-обезьяна», где роль Тарзана исполнил Джонни Вайсмюллер. Однако эта версия сильно отличалась от книги, к чему сам Берроуз отнёсся нейтрально.
В 1984 появилась новая кинокартина о Тарзане «Грейстоук: Легенда о Тарзане, повелителе обезьян», в которой роль Тарзана исполнил Кристофер Ламберт. Фильм был номинирован сразу на три "Оскара", в том числе за «Лучший адаптированный сценарий». В данной экранизации Тарзан не имел имени до контакта с людьми, что выглядит вполне правдоподобным, так как никакие реальные виды обезьян не способны произносить звуки, входящие в имя «Тарзан». В отличие от книг, в фильме адаптация Тарзана к миру людей показана как неудачная, и его итоговое возвращение в джунгли стало скорее вынужденной необходимостью, чем выбором.
Мультипликационный диснеевский фильм «Тарзан» вышел в России на два года позже мировой премьеры, которая состоялась в 1999 году. Он очень вольно обходится с событиями книги, однако при этом сам образ Тарзана выглядит несколько более правдоподобным, чем в книгах (он передвигается и ведёт себя как обезьяна, и до знакомства с Джейн не имел никаких знаний о мире людей). Мультфильм привёл к созданию собственной франшизы.
В 2013 году вышел немецкий англоязычный компьютерный мультфильм «Тарзан». В нём действие было перенесено в современность, но при этом было сделано заметно ближе к книгам Берроуза. Поскольку фильм был создан с помощью технологий захвата движения, актёр Келлан Латс не только озвучивал Тарзана, но и играл его физически, также подарив ему черты своего лица. В отличие от предшественника, этот мультфильм не получил похвалы критиков и пользовался средним успехом.
В 2016 году состоялась премьера новой экранизации романа «Тарзан. Легенда», режиссёром которой выступил наиболее известный по адаптации книг о Гарри Поттере Дэвид Йейтс. Роль Тарзана в картине сыграл шведский актёр Александр Скарсгард. В фильме в виде флэшбеков показано происхождение Тарзана, однако главные события картины происходят через восемь лет после переезда Тарзана и Джейн в Лондон. Фильм получил смешанные отзывы критиков, но был успешен в прокате.